# Giuseppina Projetto
Giuseppina Projetto, viuda Frau (La Maddalena, 30 de mayo de 1902 - Montelupo Fiorentino, 6 de julio de 2018), fue una supercentenaria italiana que vivió 116 años y 37 días. Fue la última persona nacida en 1902 en morir.
En el momento de su muerte, era la segunda persona viva más vieja del mundo detrás de la japonesa Chiyo Miyako, quien murió 16 días después y también es la tercera persona más longeva que haya nacido en Italia (la sexta en Europa), después de Emma Morano y Maria Giuseppa Robucci. Fue el decano de Italia del 13 de julio de 2017, después de la muerte de Marie-Josephine Gaudette y el decano de Europa del 15 de diciembre de 2017, después de la muerte de Ana María Vela Rubio. 

## Biografía
Nació en Maddalena, pero era de origen siciliano: su abuelo materno se había mudado de Sicilia con la expedición de Giuseppe Garibaldi y su padre Cicillo Projetto, originario de Sciacca, había conocido a su madre durante el servicio militar en Cerdeña.
Después de la muerte de sus padres, la pusieron en un internado donde vivió junto con las cuatro hermanas hasta que cumplió la edad. Después de mudarse nuevamente a Maddalena, en 1946 se casó con Giuseppe Frau, un viudo con tres hijos. Uno de los hijos lo seguirá en Montelupo Fiorentino, después de un traslado por motivos laborales. Después de la muerte prematura de su hijo, quien murió a la edad de 39 años en la playa de Donoratico por tratar de salvar a algunos nadadores de ahogarse, Giuseppina Projetto continuó viviendo en la casa de Montelupo junto con su nuera y sus nietos.
Murió el 6 de julio de 2018 por causas naturales en su hogar en Montelupo Fiorentino, dando el título de decana de Italia y Europa a Maria Giuseppa Robucci.